# Karl-Wolfgang Mundry
Karl-Wolfgang Mundry (* 16. März 1927 in Hildesheim; † 6. Mai 2009) war ein deutscher Molekularbiologe, der wesentliche Beiträge zur Molekularbiologie des Tabakmosaikvirus und seiner Mutationen geleistet hat.
Nach seiner Promotion bei Georg Melchers (1954) arbeitete er am California Institute of Technology in Pasadena und wurde 1972 Professor der Botanik an der Universität Stuttgart, wo er 1993 emeritiert wurde.
Ab 1950 war er Mitglied der Burschenschaft Germania Tübingen.